# Università del Missouri
L'Università del Missouri (conosciuta anche come la Missouri University, Mizzou, o MU) è un'università pubblica. Fondata nel 1839 durante la presidenza di Martin Van Buren, è stata la prima università pubblica ad ovest del fiume Mississippi ed è la nave ammiraglia del sistema dell'University of Missouri. La Missouri University è la più grande del Missouri con una corrente d'iscrizione di quasi 30.000 studenti che provengono da ogni contea nel Missouri, ogni Stato nella nazione, e più di 100 paesi stranieri.
L'Università offre più di 270 corsi, undergraduate e graduate, 20 scuole e l'università è una delle sei università pubbliche negli Stati Uniti con le scuole di medicina, medicina veterinaria, e di diritto su un unico campus. Noti sono i suoi programmi sul giornalismo (primo corso al mondo, fondata nel 1908), l'agricoltura, e le scienze della vita.
Le squadre dell'università si chiamano Missouri Tigers e appunto lo stemma dell'università è una tigre.
Il romanzo Stoner, di John Edward Williams, pubblicato nel 1965, ha come principale luogo di azione e svolgimento l'Università del Missouri.

## Didattica
I corsi accademici comprendono:
- L'Università di Agricoltura, Alimentazione, e delle risorse naturali
- College delle Arti e delle Scienze
- College of Business
- College della Pubblica Istruzione
- College di Ingegneria
- College dei diritti dell'uomo e delle Scienze Ambientali
- College di Medicina Veterinaria
- Scuola di professioni sanitarie
- Facoltà di Medicina
- Scuola per infermieri
- Scuola di Giornalismo
- Scuola di Legge
- Graduate School

La MU è una delle sei università pubbliche che ospita una scuola di legge, scuola di medicina, e una scuola di medicina veterinaria tutti nello stesso campus. La MU è il più grande istituto di ricerca pubblico, e l'unica università che sia un membro della Association of American Universities. L'Università del Missouri è il più grande reattore di ricerca universitaria negli Stati Uniti.
Nel 1908, il Missouri School of Journalism (noto come "J-scuola"), la prima scuola di giornalismo, è stata fondata in Colombia. Il MU Scuola di Giornalismo gestisce anche il Columbia Missourian giornale dell'università, gestito da professionisti redattori.
Fondata nel 1978 dopo 23 anni come un'unità della Scuola di Medicina, la Scuola delle Professioni Sanitarie è diventata autonoma divisione per azione della University of Missouri il 14 dicembre 2000.

## Sport
Le Tigri del Missouri sono membri della Southeastern Conference. Mizzou è l'unica scuola nello stato con tutti i suoi sport nella NCAA Division I, il college con il più alto livello di sport. I colori della squadra sono nero e oro antico.
Gli sport comprendono pallacanestro, baseball, sci di fondo, football, golf, ginnastica, lacrosse, il nuoto e immersioni subacquee, softball, nuoto, traccia, tennis, pallavolo, calcio femminile, e la lotta.
L'attuale capo allenatore della squadra maschile di pallacanestro è Kim Anderson. Gary Pinkel è l'attuale capo allenatore di football. Gli allenatori di altri sport sono per la squadra femminile di basket allenatore Cindy Stein, delle donne del golf Stephanie Priesmeyer, gli uomini del golf Marco Leroux, allenatore di baseball Tim Jamieson, allenatore di softball Ehren Earleywine, sci di fondo pullman Jared Wilmes, gli uomini del nuoto e immersioni allenatore Brian Hoffer, pista e campo allenatore Rick McGuire, wrestling allenatore Brian Smith, ginnastica Rob Drass allenatore, allenatore di calcio Bryan Blitz, tennis allenatore Blake Starkey, pallavolo e pullman Wayne Kreklow.
MU football giocano nel campo chiamato Faurot Memorial Stadium. Costruito nel 1926, lo stadio ha una capacità ufficiale di 68.349. Gli uomini e donne del basket giocano alla Mizzou Arena, che si trova appena a sud della stadio di football.
Il Missouri Tiger maschile di pallacanestro che gioca nel NCAA dispone di 21 apparizioni nel torneo di tutti i tempi. Le Tigri sono apparsi nella finale regionale del torneo NCAA (élite otto) quattro volte, due sotto il leggendario allenatore Norm Stewart. Le Tigri nella loro storia hanno vinto 15 campionati.
Il 24 novembre 2007, la squadra di football Mizzou ha giocato contro il suo più grande rivale, il Kansas. A quel tempo erano classificati così: Kansas 2° e Missouri University 4° a livello nazionale. Alla fine della partita il Mizzou ha sconfitto Kansas, 36-28. Il giorno seguente il MU è stato classificato al 1º posto nel paese per la seconda volta nella sua storia (14 novembre 1960, una settimana). Il 1 ° dicembre 2007, la squadra di football Mizzou ha perso la Big 12 Campionato giocando contro il San Antonio (Texas) a Oklahoma 38-17.